# Iván Nikiforovich Zolotarenko
Iván Nikiforovich Zolotarenko, Nació en Korsun (ahora Korsun-Shevchenkovsky, Óblast de Cherkasy), fue coronel cosaco de Korsun.

## Biografía
Nacido en la familia de un comerciante de Korsun. Recibió una buena educación. Con sus donaciones se construyó la Iglesia de la Natividad de Cristo en Korsun . Poseía propiedades en Baturin y en Hlújiv.
Participó en varias embajadas enviadas por Bogdán Jmelnitski a Moscú.
En 1652, fue nombrado coronel del regimiento cosaco de la ciudad de Korsun y participó en 1652 en la Batalla de Batog.
En 1653, fue nombrado coronel del Regimiento Nizhyn del ejército de Zaporiyia y dirigió un cuerpo, formado por los regimientos de Nizhyn, Chernígov y Pereyáslav, que luchó contra las tropas lituanas durante la Batalla de Zhvanets.
Durante la Campaña de 1654 durante la Guerra ruso-polaca (1654-1667). Encabezó un cuerpo de 20.000 efectivos (Regimientos de  Nizhyn, Chernígov y Starodub), enviados a acciones conjuntas con las tropas rusas. Durante la campaña, mostró independencia y, a pesar de las demandas del Zar Aleijo I, en lugar de unirse a las tropas rusas, capturó de forma independiente varias ciudades en la parte sureste del Gran Ducado de Lituania. Durante la campaña fueron capturados: Réchytsa, Zhlobin, Streshyn, Rahachóu, Gómel, Chachersk, Slávgorod y Nueva Bíjov. Además, destruyó Kazimir fue destruido. Sin embargo, fracasó en su intento de apoderarse de la Vieja Bíjov, mediante un asedio entre septiembre y noviembre de 1654.
Los destacamentos de Zolotarenko jugaron un papel importante para contener la ofensiva polaca en el invierno y la primavera de 1655. Al principio lograron resistir el asedio contra el ejército del gran atamán Janusz Radziwiłł (1612-1655), luego ayudó a liberar Maguilov, que estuvo sitiada entre febrero y mayo de 1655.
En julio de 1655, junto con las tropas rusas, sus cosacos ocuparon Minsk, Vilna y el territorio entre Vilna y el Río Neman.
Como recompensa por el servicio militar, Zolotarenko recibió una carta real para la ciudad de Hlújiv.
El 17 de octubre de 1655, murió durante el segundo asedio de Stary Bykhov. Fue enterrado en la ciudad de Korsun.

## Familia
Su hermana Anna fue la tercera esposa de Bogdán Jmelnitski.
Su hermano Vasily Nikiforovich Zolotarenko, fue coronel de Nizhyn entre 1655 y 1656.